# Bracharoa
Bracharoa é um gênero de traça pertencente à família Arctiidae.